# Ферре, Флоренсия
Флоренсия Ферре (исп. Florencia Ferret; род. 28 января 1974, Мехико, Мексика) — мексиканская актриса

 и фотомодель.

## Биография
Родилась 28 января 1974 года в Мехико. Начала карьеру в кино с 7 лет. По окончании школы работает фотомоделью в фотомодельном агентстве, параллельно учится также на курсах актёрского мастерства при телекомпании Televisa, где среди учителей были известные актёры и режиссёры — Серхио Хименес, Адриана Барраса, Аурора Молина, Мигель Гальван.
В основном снимается в мексиканских сериалах, одна из первых работ — в сериале «Судьба», следом снялась в культовом телесериале «Просто Мария». Последней известной работой стала роль в сериале «Супруга-девственница» (2005).

## Фильмография

### Сериалы телекомпании Televisa
- 1989 — Просто Мария — Клаудия, подруга Ирис
- 1989 — Судьба — Ильсе
- 1991 — Дотянуться до звезды-2 — Клаудия
- 1993 — Последняя надежда — Нора
- 2001 — Игра жизни — Исабель (в титрах не указана)
- 2003 — Моя любимая девочка — Гладис
- 2004 — Бесчувственная — Альба Бельмонт
- 2005 — Супруга-девственница — Алехандра

### Мексиканские сериалы, свыше 2-х сезонов
- 1985 — Женщина, случаи из реальной жизни (2 сезона, 1997—2003)

### Фильмы Мексики
- 1986 — Наркополиция — Гринга

### Театральные постановки
- Красавица и чудовище — Красавица
- Три сестры (А. П. Чехов) — Ирина